# فيليب برادي (مذيع)
فيليب برادي (بالإنجليزية: Philip Brady)‏ (16 يونيو 1939 - 11 فبراير 2025)، هو مقدم تلفزيوني أسترالي، ولد في 16 يونيو 1939 في ملبورن في أستراليا.